# 엔리케 세레소

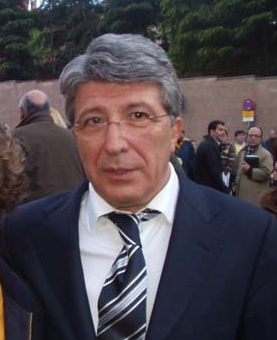
엔리케 세레소

엔리케 세레소 토레스(Enrique Cerezo Torres)는 아틀레티코 마드리드의 회장이다.